# Анатол Петренку
Анатол Петренку (на румънски: Anatol Petrencu) е молдовски политик и историк, бивш председател на Асоциацията на историците в Молдова, професор, доктор на науките.

## Биография
Анатол Петренку е роден на 22 май 1954 г. в град Къушани, Молдова. В периода от 1972 до 1974 г. кара военна служба в съветската армия. През 1980 г. завършва Държавния университет на Молдова, след това се обучава в МГИМО (1982 – 1985).
През 1985 го. започва работа в Държавния университет на Молдова. В периода от 1998 до 2006 г. е председател на Асоциацията на историците в Молдова. В периода от 2007 до 2010 г. е председател на Движение „Европейско действие“

## Публикации
- Învățământul istoric în România (1948—1989), Chișinău, Editura Știința, 1991, 112 p.
- Relațiile româno-italiene: de la confruntare la colaborare. 1945—1985, Chișinău, Editura Universitas, 1993, 216 p.
- Basarabia în al Doilea Război Mondial: 1940—1944, Chișinău, Editura Luceum, 1997, 346 p.
- România și Basarabia în anii celui de-al Doilea Război Mondial, Chișinău, Editura Epigraf, 1999, 176 p.
- Polonezii în anii celui de-al Doilea Război Mondial. Istoria politică, Chișinău, Editura Cartdidact, 2005, 246 p.; ediția a II-a, anastatică, Iași, Editura Tipo Moldova, 2010.
- Basarabia în timpul celui de-al Doilea Război Mondial: 1939—1945, Chișinău, Editura Prut Internațional, 2006, 224 p.; ediția a II-a, anastatică, Iași, Editura Tipo Moldova, 2010.
- Varșovia văzută de un istoric basarabean, Chișinău, Editura Cartdidact, 2006, 144 p.